# اندیس آهن سرخ کوه
آهن سرخ کوه یک اندیس فلزی است که در حوالی شهر معبد استان سمنان قرار دارد و مادهٔ معدنی موجود در آن، آهن است.  